# Josep Terrassa Flaquer
Josep Terrassa Flaquer (Capdepera, Mallorca, 1952) és un historiador i escriptor balear.
Professor d'ensenyament primari i historiador. És autor de El Castell de Capdepera (1985), el guió del còmic Història del Castell de Capdepera (1989), Patrimoni arqueològic del municipi de Capdepera (1991), L'espiritisme a Capdepera (1868-1936) (2017), El turisme a Capdepera durant la Segona República, ponència presentada a les IV Jornades d'estudis locals de Capdepera (2010), Dorothea Bate i Capdepera (2019). En col·laboració ha participat als reculls El metodisme a Capdepera. 75è aniversari de la mort de Bartomeu Alou (2013), 
Maria Vaquer Raia. Una aproximació (2017) i El receptari de Cas Bombú (2019).
És president de l'Associació Cultural Cap Vermell i col·laborador de la revista Cap vermell.